# Стрєлков Ілля Іванович
Ілля́ Іва́нович Стрєлко́в (9 серпня 1898 — 1954) — фізико-хімік родом з станиці Архангельської (Кубань), член-кореспондент АН УРСР (з 1948).
1925 закінчив Харківський Технологічний Інститут. 1928–1933 вчений секретар і заступник голови Комітету хімізації при Раднаркомі УРСР; професор ряду інститутів у Харкові, 1933–1939 — директор Хімічного технологічного інституту, 1944–1954 — Технологічного інституту будівельних матеріалів у Харкові. Основні праці стосуються термохімії, хімічної термодинаміки й її застосування до органічних сполук у конденсованому стані та історії хімії. Автор 25 наукових праць.